# Engelskbukta
Engelskbukta is een baai van het eiland Spitsbergen, dat deel uitmaakt van de Noorse eilandengroep Spitsbergen.
De naam van de baai betekent Engelse baai.

## Geografie
Het fjord is noordwest-zuidoost georiënteerd met een lengte van ongeveer vijf kilometer en een breedte van 1500 meter. Ze mondt in het noordwesten uit in de zeestraat Forlandsundet. 
Ongeveer zestien kilometer noordelijker ligt de monding van het Kongsfjord en ongeveer 45 kilometer zuidelijker ligt het fjord St. Jonsfjorden. Ten oosten van de baai ligt het Oscar II Land.